# Les Secrets du cœur
Pour plus de détails, voir Fiche technique et Distribution.
Les Secrets du cœur (Secretos del corazón) est un film franco-lusitano-espagnol réalisé par Montxo Armendáriz, sorti en 1997. Une grande partie a été tournée dans la ville navarraise d''Ochagavía .Le film fut nommé à l'Oscar du meilleur film en langue étrangère.

## Synopsis
Durant les années 1960 en Espagne, Javi, un garçon de 9 ans et son copain Carlos sont à la fois attirés et effrayés par une maison inoccupée de leur petit village. Le grand frère de Javi prétend qu'un crime y a jadis été commis et que des voix d'outre-tombe s'y entendent parfois. 
L'attrait de l’irrationnel travaille l'esprit de l'enfant et ce mystère semble lié à la mort de son père qui rencontrait dans cette maison une belle inconnue. Plus tard, Javi et son frère retournent dans leur maison natale, isolée dans la montagne et là un même mystère entoure une chambre fermée à clef où personne ne va. Ses investigations lui feront découvrir et comprendre le monde des adultes et leurs mensonges.

## Fiche technique
- Titre : Les Secrets du cœur
- Titre original : Secretos del corazón
- Réalisation : Montxo Armendáriz
- Scénario : Montxo Armendáriz
- Directeur de la photographie : Javier Aguirresarobe
- Production : Thierry Forte, José Mazeda, Andrés Santana et Imanol Uribe
- Musique : Bingen Mendizábal
- Pays d'origine :  Espagne |  France |  Portugal
- Genre : drame
- Durée : 105 minutes
- Date de sortie :  1997

## Distribution
- Carmelo Gómez : Tío
- Charo López : María
- Sílvia Munt : Madre
- Vicky Peña : Rosa
- Andoni Erburu : Javi
- Álvaro Nagore : Juan
- Íñigo Garcés : Carlos
- Joan Vallès : Abuelo
- Joan Dalmau : Benito
- Chete Lera : Ricardo